# Blaszki kostne
Blaszki kostne (łac. laminae osseae) – struktura ułożenia włókien substancji zewnątrzkomórkowej tkanki kostnej. Są to skoncentrowane warstwy białek i włókien kolagenowych (osseinowych), wysyconych solami mineralnymi (np. hydroksyapatytem).
Mogą być ułożone w nieregularną sieć, czyli tworzyć beleczki lub koncentrycznie układające się „krążki” dookoła kanału osteonu (kanału Haversa). W ich obrębie znajdują się jamki kostne połączone poprzez wypustki cytoplazmatyczne (osteoblasty, osteoklasty, osteocyty). Taka struktura zapewnia kości sprężystość i odporność.